# 俄羅斯聯邦技術出口管制局
俄羅斯聯邦技術出口管制局 (簡稱 FSTEC 或 FSTEK) 是俄罗斯联邦国防部下屬的一個俄罗斯軍事機構， 它負責授權武器和軍民兩用技術物品的出口，並負責俄羅斯軍事信息安全。
FSTEC 負責維護安全威脅資料庫，這是俄羅斯的國家漏洞資料庫。 並要求西方的科技公司在允許其產品進口到俄羅斯之前，先提交源代碼和其他商業秘密。 FSTEC 也與管控密码学的俄羅斯聯邦安全局 (FSB) 保持合作關係。
於 2019 年，FSTEC 特許 Astra Linux 可用於處理俄羅斯的機密信息。